# Janik Jesgarzewski
Janik Jesgarzewski (Lingen, 26 januari 1994) is een Duits betaald voetballer. De offensieve middenvelder genoot zijn opleiding bij FC Twente. In 2014 verruilde hij Twente voor het Duitse SV Meppen.

## Loopbaan
Jesgarzewski werd bij de amateurvereniging DJK Geeste uit het Duitse Geeste op ongeveer 12-jarige leeftijd gescout door FC Twente. In oktober 2011 tekende hij een driejarig opleidingscontract bij FC Twente. Hij werd toegevoegd aan de selectie van Jong FC Twente en kwam met dit elftal vanaf seizoen 2013/14 uit in de Nederlandse Eerste divisie.
Jesgarzewski debuteerde op 9 september 2013 in het Nederlands betaald voetbal in een wedstrijd van Jong FC Twente tegen FC Eindhoven. Hij viel in voor Tim Hölscher. In totaal kwam hij acht keer uit in de Eerste divisie, meestal als invaller. Aan het einde van het seizoen kreeg hij te horen dat zijn contract niet verlengd zou worden. Hij tekende vervolgens een contract bij het Duitse SV Meppen, dat uitkomt in de Regionalliga Nord.